# Боровск. XX век. Ностальгия
«Боровск. XX век. Ностальгия» — многолетняя экспозиция Боровского музея с 2012 года с элементами советского быта 50-80 годов.
Организатор и автор идеи — Ольга Алексеевна Коваль, тогдашний директор МУК «Музейно-выставочный центр».
Выставка позволяет посетителям совершить путешествие в прошлое советского быта. 
Экспозиция выстроена по методу коммунальной квартиры времён СССР: общая прихожая, а далее зоны: спальная, гостиная, кабинет и др. Выставка расширяется и видоизменяется за счёт вещей совбыта, принесённых в музей горожанами и посетителями музея
В рамках выставки проводятся три экспозиции: «Боровск на фотографиях начала XX века», «Сделано в СССР» (аудио-видеотехника) и «Коммунальная квартира».